# Desa Purwosari (administrativ by i Indonesien, Jawa Tengah, lat -7,39, long 110,29)
Desa Purwosari är en administrativ by i Indonesien.   Den ligger i provinsen Jawa Tengah, i den västra delen av landet, 400 km öster om huvudstaden Jakarta.